# Juan Carlos Naya
Juan Carlos Naya (Madrid, 31 gennaio 1959) è un attore spagnolo.

## Biografia
Attore principalmente attivo in teatro, Naya debuttò sul grande schermo a soli diciotto anni nella pellicola Niñas...al salón di Vicente Escrivá. Due anni dopo fu uno dei protagonisti del film Senza buccia.
Nello stesso anno ottenne uno dei ruoli più importanti della sua prima fase professionale: quello del giovane Tonet nella serie televisiva della TVE La barraca, adattamento del celebre romanzo di Vicente Blasco Ibáñez.
In seguito apparve in alcune pellicole cinematografiche e recitò come comprimario in alcune fiction.

## Filmografia

### Cinema
- Niñas... al salón, regia di Vicente Escrivá (1977)
- Los claros motivos del deseo, regia di Miguel Picazo (1977)
- Senza buccia, regia di Marcello Aliprandi (1979)
- Adiós, querida mamá, regia di Francisco Lara Polop (1980)
- Adulterio nacional, regia di Francisco Lara Polop (1982)
- Cristóbal Colón, de oficio... descubridor, regia di Mariano Ozores (1982)
- Jane, mi pequeña salvaje, regia di Eligio Herrero (1982)
- Escape From El Diablo, regia di Gordon Hessler (1983)
- I picari, regia di Mario Monicelli (1987)
- A la sombra de los sueños, regia di Emilio Ruiz Barrachina (2004)

### Televisione
- La barraca - serie TV (1979) - Ruolo: Tonet
- Estudio 1 - serie TV (1980-1981) - Ruoli: Eugene Marchbanks/Gerald/Fidel
- La máscara negra - serie TV (1982)
- Anillos de oro - serie TV (1983) - Ruolo: Jose Mari
- La comedia musical española - serie TV (1985) - Ruoli: Roberto/Rufi
- Segunda enseñanza - serie TV (1986) - Ruolo: Gabriel
- El mar y el tiempo - serie TV (1987-1988) - Ruolo: Anselmo
- Los ochenta son nuestros - film TV (1989) - Ruolo: Juan Gabriel
- Primera función - serie TV (1990)
- Esa clase de gente - serie TV (1990)
- Waku waku - serie TV (1990)
- Función de tarde - serie TV (1993) - Ruolo: Leandro
- La familia... 30 años después - film TV (1999) - Ruolo: Chencho
- ¿Se puede? - serie TV (2004)
- Aquí no hay quien viva - serie TV (2004) - Ruolo: Román
- El comisario - serie TV (2006)
- Cuéntame cómo pasó - serie TV (2011)
- La que se avecina - serie TV (2013) - Ruolo: Ramiro Pérez de Quesada

## Teatro
- Lovy (1980)
- Fedra (1981)
- Céfiro agreste de olímpicos embates (1981)
- Borkman (1981)
- ¡Oh Penélope! (1986)
- Rudens (1987)
- Los ochenta son nuestros (1988)
- Il cane dell'ortolano (1989)
- Porfiar hasta morir (1989)
- La truhana (1989)
- Las mocedades del Cid (1990)
- El príncipe constante (1990)
- Cuentalo tu, que tienes más gracia (1990)
- Don Juan Tenorio (1990)
- La noche del sábado (1991)
- Los intereses creados (1992)
- Traidor, inconfeso y mártir (1993)
- El caballero de las espuelas de oro (1994)
- La tabernera de los cuatro vientos (1994)
- Carlo Monte en Monte Carlo (1996)
- Las mocedades del Cid (1997)
- Los habitantes de la casa deshabitada (1998)
- Misión al pueblo desierto (1999)
- Cyrano de Bergerac (2000)
- Eloísa está debajo de un almendro (2001)
- Amleto (2002)
- Casa con dos puertas mala es de guardar (2002)
- Los chicos de la banda (2004)
- Il ritratto di Dorian Gray (2004)
- Ático con terraza (2006)
- Madrugada de cobardes (2007)
- La prudencia en la mujer (2009)
- La venganza de don Mendo (2012)